# Shahi Bridge
Shahi Bridge, známý též pod různými dalšími anglickými názvy (anglicky Munim Khan's Bridge, anglicky Mughal Bridge, anglicky Jaunpur Bridge) je historický kamenný most ze 16. století, který se nachází v indickém městě Džaunpur. Překonává řeku Gomti. Je jedním ze symbolů města a hlavní pamětihodností Džaunpuru.
Obloukový most je dlouhý 230 m a od roku 1978 je památkově chráněnou stavbou. Ve své původní podobě měl deset oblouků, později byl jižním směrem rozšířen, aby překonal i novou část koryta řeky. Z jižní strany je na něm umístěna brána. Na vrcholu mostu se nachází typické indické dekorativní věže (čatrí).
Lomené oblouky mostu doplňují na pilířích dekorativní prvky typické pro mughalskou architekturu.

## Historie
Výstavbu mostu nařídil mughalský císař Akbar Veliký. Stavba byla zahájena v roce 1564 a dokončena o čtyři roky později pod vedením Muníma Chána. Chán byl místním správcem, velmi oddaným císaři. Most do své podoby navrhl afghánský architekt Afzal Ali. Dle legendy, která byla vytesána do kamene na samotném mostě, se císař Akbar rozhodl o výstavbě mostě poté, co si jedna místní vdova stěžovala na špatnou kvalitu přívozu přes místní řeku. Následně císař prohlásil, že veřejné stavby jsou přece důležitější než objekty náboženského významu.
Jednotlivé věžičky na mostu byly postaveny v polovině 19. století. Jsou umístěny na platformách, které přiléhají k pilířům mostu.
V roce 1934 byl most poničen během zemětřesení, které postihlo stát Bihár a nedaleký Nepál. Zřítilo se sedm oblouků. Byl později obnoven do své původní podoby. Od roku 1978 byl zapsán na seznam kulturních památek.
V roce 2006 byl po proudu řeky doplněn modernějším mostem, který převzal většinu silniční dopravy. Pod jednotlivými čatrí jsou vedeny z obou stran stezky pro pěší, prostřední část mostu slouží i pro motorová vozidla.